# 露天商

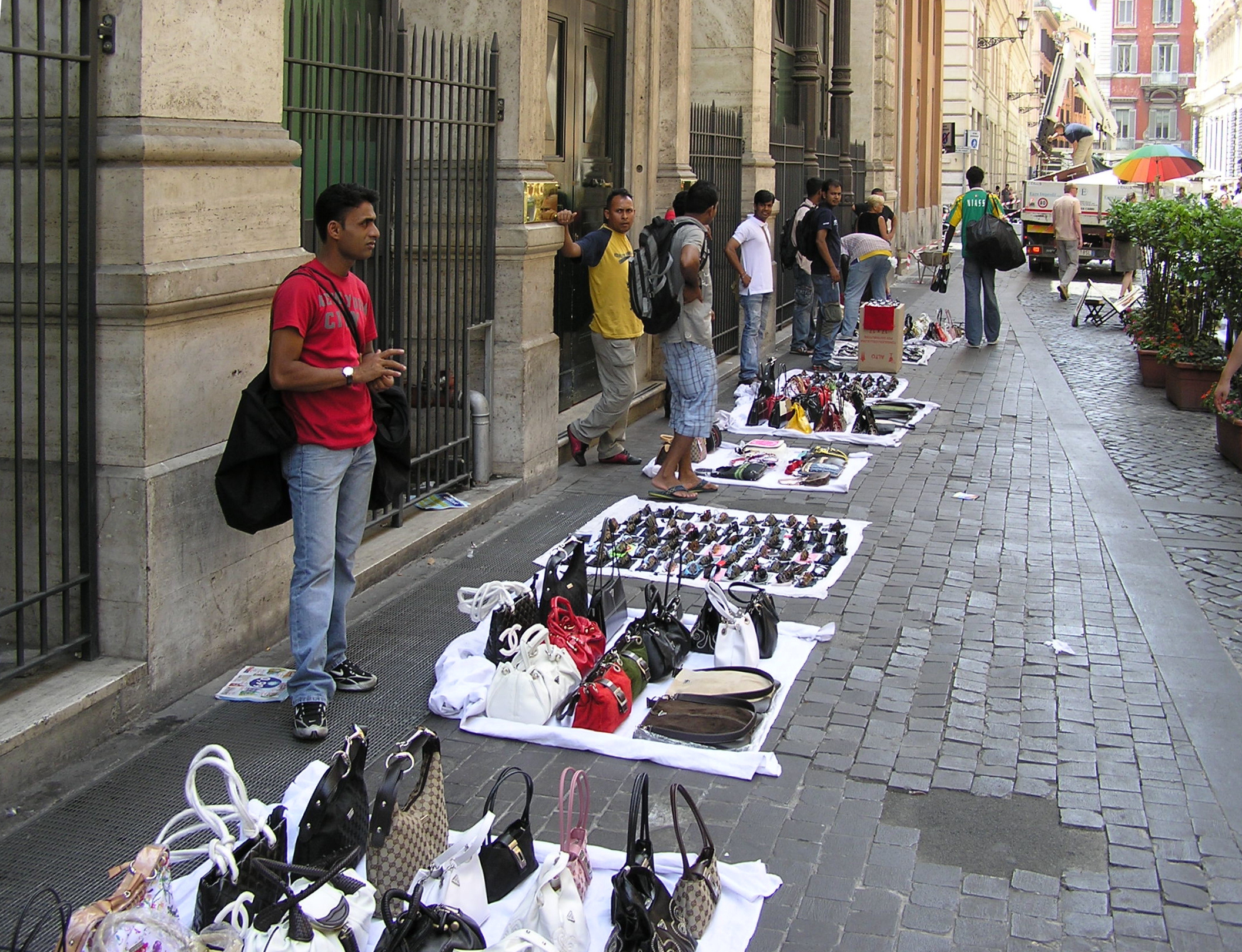
イタリア、ローマのバッグ売り

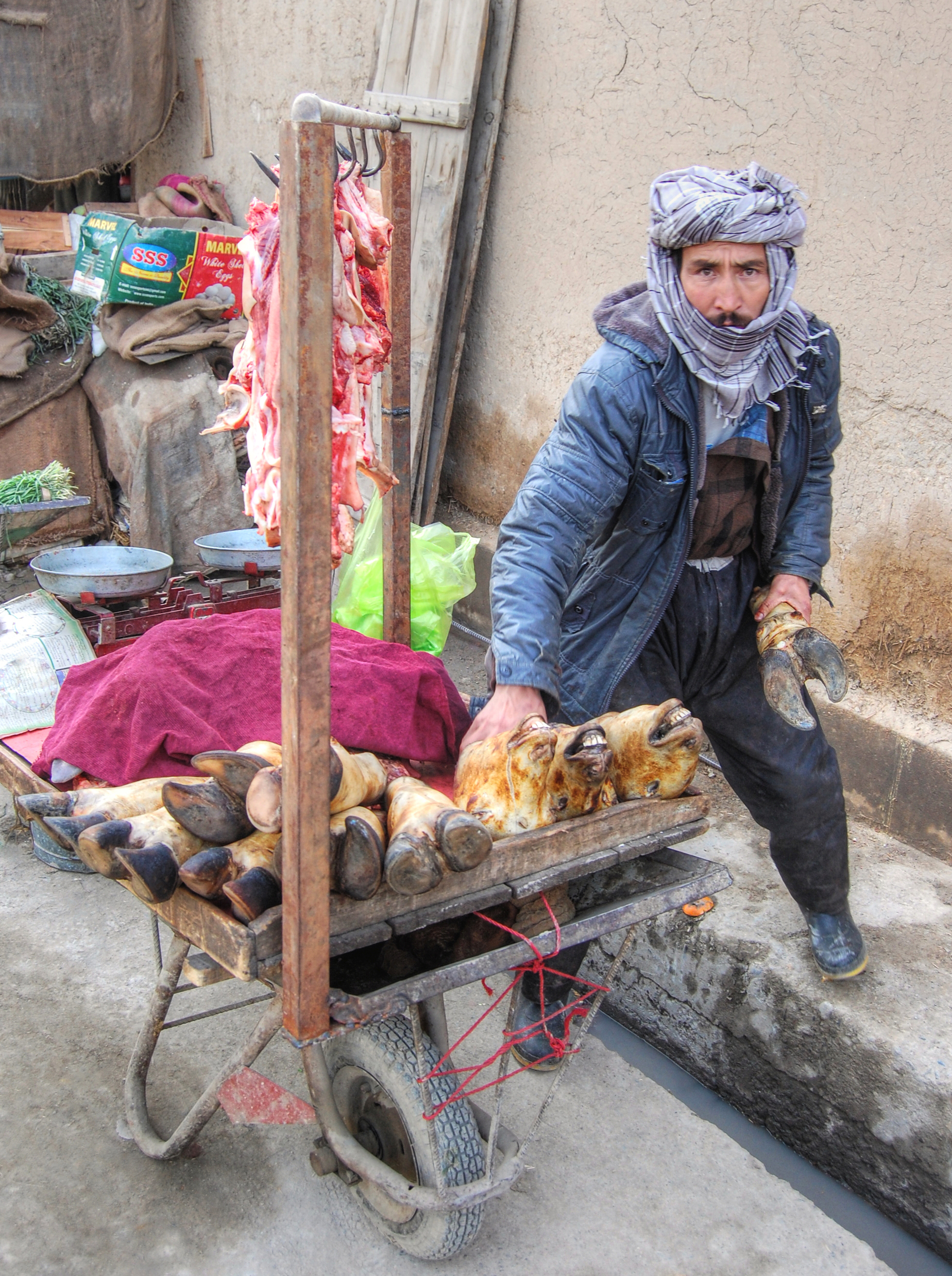
アフガニスタン、カーブルのヤギ肉売り

露天商（ろてんしょう）とは露天（屋外や青空の下）で店舗を持たず商売をする者。露店商とも表記し、街商（がいしょう）ともいう。

## 日本の露天商
日本でいう露店とは、道路や広場などの露天において簡易的な店舗を設営して主に現金取引をする店の総称をいう。道路に出店する場合には道路管理者や所轄警察署長等、公園に出店する場合には公園管理者等の許可を要するが通行上の理由などから制限される場合もある。

### 形態
露店は出店する日、時間帯、店の造り、口上などにより分類される。
出店日
常設あるいは日常的に出店するもの（平日露店）、縁日など決められた日に出店するもの、見本市や博覧会などに臨時で出店するものがある。
時間帯
露店を出す時間帯によって、朝市、昼店、夜店に分けられる。
店の造り
店の造りには三寸、小店、ビタ、屋台などがある。
- 三寸 - 縁日の焼きそば屋のように台を使用する店舗。
- 小店 - 三寸よりも小さい台を使用する店舗。
- ビタ - 地面にござなどを敷いて商品を陳列して販売する店舗。
- 屋台 - 主に飲食店で使用される。

口上
口上のあるタンカ（啖呵売）と喋ることがほとんどないムタンカ（ナシオト）がある。

### 歴史
古くは市（朝市、定期市）や縁日などで時節の縁起物を売っていた蓮の葉商いや、その目抜き通りで大道芸などを行っていた手品師、太神楽とも言われる曲芸師や曲独楽師などが、現在の的屋の源流ともいわれる。江戸時代に生活困窮者の救済を目的とした棒手売（棒手振）などの物売り、または江戸時代から盛んになった飲食を中心とした屋台（屋根、売り台はもちろん簡易な厨房設備や客の椅子まで備えていた）などが、起源といわれている。
東京都では、1949年（昭和24年）にGHQ公安課から公道上の露店を撤去するよう指示が出され、東京都知事、警視総監、消防総監の連名で整理通告書が出された（地域では三多摩、島しょ部、浅草公園地内、業種では新聞や宝くじ販売、靴磨きは除外された）。これにより約6000店が廃業や移転などに追い込まれた。

## ヨーロッパの露天商

### イタリア
アカデミア橋に近い広場などに開かれるアフリカ系やアジア系の商人らによる露天商が有名である。

### フランス
パリのクリニャンクールには約3,000軒の露天商が立ち並び、パリで最大規模の蚤の市となっている。

## 東南アジアの露天商

### ミャンマー
ミャンマーではヤンゴンのチャイナタウンの露天商が有名であり、夕方には歩道の両側が埋め尽くされるほどの露天商が立ち並ぶ。

### インドネシア
インドネシアの屋台の食べ物は通常安く、さまざまな好みに合わせてさまざまな食べ物が提供され、街の隅々で見つけることができる。インドネシアの屋台は通常、風味が強く、スパイシーなものが多い。インドネシアの屋台の食べ物の多くは揚げ物、チャーハン、焼きそば、フライドチキンなどの揚げ物であり、ミートボール、ソト・ベルクーア、フルーツサラダも人気がある。ほとんどのインドネシアの食べ物などにはピーナッツソースが添えられている。例えば、餃子、チキンサテー、ピクルス、ケトプラク、ガドガドなどだ。。

## 代表的な露天商
主として飲食物や大道芸以外の露天商を記載する。飲食物の露天商は屋台を参照。大道芸の露天商は大道芸を参照。

### 小売

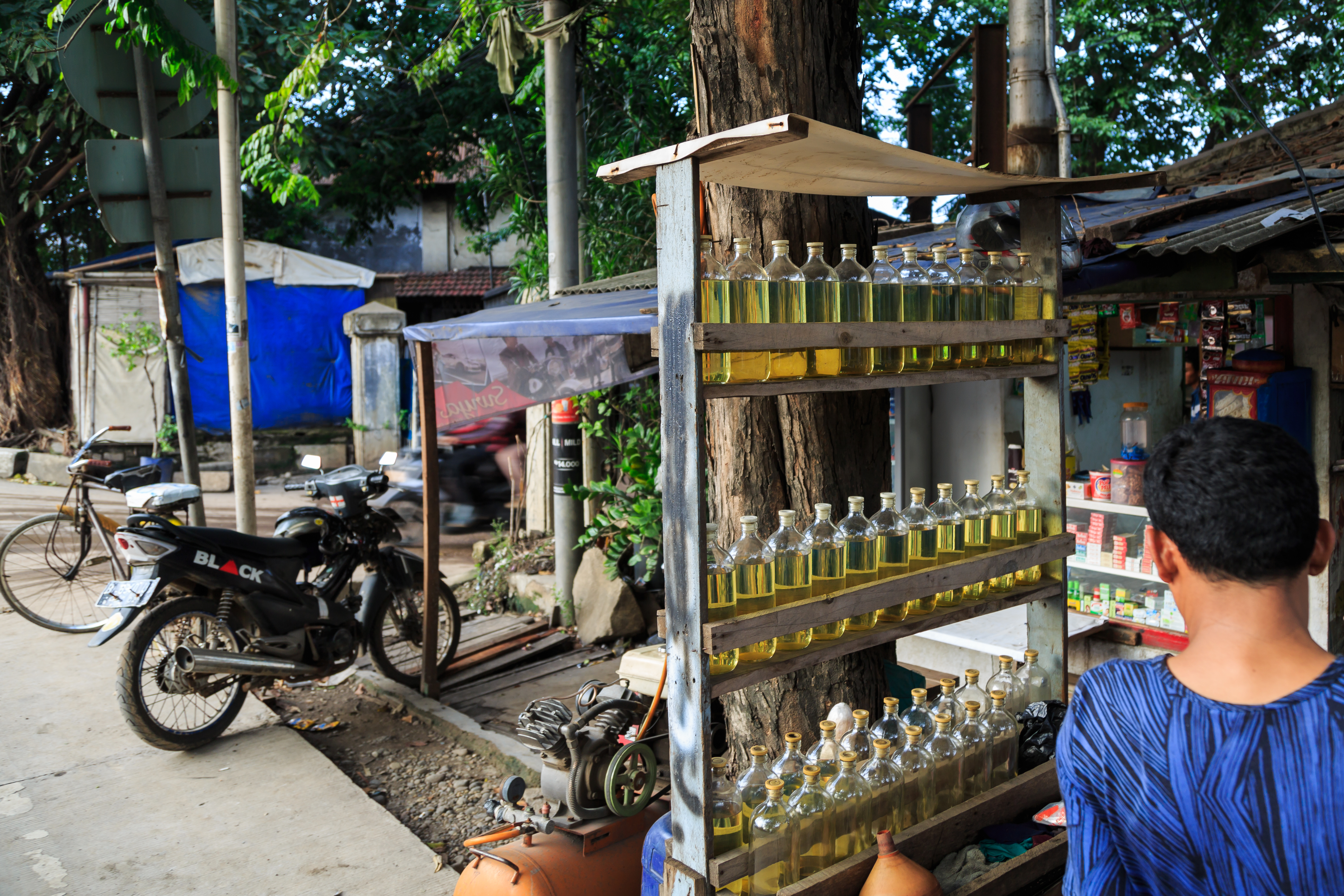
ガソリンを小売りする露店（インドネシア ）

- ガソリン売り - 特にタンクの容量が少ないオートバイを主な移動手段とし、バイクタクシーが盛んな東南アジア国で見られる。ペットボトルなどに小分けにして道端でガソリンを売っている。
- 花売り - 歴史的に非常に古い職業でもあり、物語りや文学作品などで題材や人物設定として表現される。現在は発展途上国で児童労働の代表的な職業として知られる。
- タバコ売り - 荷台や本棚のようなものに綺麗に商品を並べ、引き売りしている姿が発展途上国を中心にみられる。またインドやフィリピンなどでは、箱ではなく1本から販売している。
- 菓子売り - チューインガムや飴、味付けしたピーナッツなど様々であるが、発展途上国でよく見る事が出来る。地下鉄車内を売り歩く地域もある。花売り同様に児童労働の代表的な職業として知られる。
- 地図売り - 中国などでは、駅、空港、船着き場、バスターミナルなどでよく見られ、地下鉄車内を売り歩くものもいる。新聞売りを兼ねていることもある。
- 餃子、ワンタン売り - 中国では、路上で作りながら客を待って生の状態で販売する例もある。

### ボディーケア
- 身体測定 - 欧米の遊園地や祭りで見られる有料の体重計が、インドや東南アジアを中心に広まり、個人で路上などにおいて定置や移動方式で商売している。近年では同時に身長も計測でき、軽量で移動に適した機械が普及し、中国大陸などでも移動身体測定の商売人が見られる。
- 血圧測定 - 中南米の休日の公園などでよく見られ、大抵は正式な資格を持った看護士が副収入として行っている。
- 床屋 - 発展途上国の公園や路上で良く見られ、屋外で営業する床屋がある。基本的には散髪だけだが、まれに貯水器などを利用して髭剃りや洗髪まで行う床屋もある。
- 産毛取り - 上記の床屋が兼任する場合もあるが、水が無い、または貴重であるというなどの理由から、産毛を2本の糸を紙縒る（こよる）ことによって、毛を巻き込み引き抜く方法や、アルコールなどを燃やして産毛を焼くといった方法で行う商売がある。
- マッサージ - 中華文明圏の国で見られるが、基本的は客を椅子に座らせて行うので上半身中心に行う事が多い。また東南アジアのビーチリゾートでは海水浴客が裸で寝そべっているので、タオルとオイルを持って全身マッサージを勧めるといった手軽な商売でもある。
- ネイルケア - 上記のマッサージ師が兼任している場合が多く、当然別料金である。
- 耳かき - 中国の四川省や貴州省でよくみられる。

### 修理、改造
- パンク修理
- 服のリフォーム
- 家の修繕、リフォーム、塗装 - 中国では一般的。同業者が特定の路上に場所に集まって客待ちをすることが多い。
- 鞄、靴の修繕
- 調理器具の鋳掛け、補修
- 合鍵作り

### その他
- 靴磨き - 靴磨きとは元々は欧米の革靴を履く習慣のある地域の職業であるが、明治維新の西欧化に伴い、日本でも職業として確立した。第2次世界大戦後の復興時には、生活困窮者の生活の糧として日本各地で日常的に見られたが、近年ではほとんど見られることは無い。
- 占い師 - 近年では店舗を持つものも多く見られるが、現在でも都心部では台一つで露天で商いする占い師の姿が見られる。
- 砥ぎ屋 - 和包丁や裁ちばさみや日本剃刀（和剃刀）または、大工なども研ぐ技術が拙い者（つたないもの）や高価な刃物などは砥ぎ師を利用した。近年では金物屋が兼業で営むぐらいだが、和物（洋物の反対語）の刃物が世間一般で広く使われていた時代には、どの町でも人通りの多い商店街などでよく見られた。
- 天津甘栗の作り売り - 縁日で見かける例もあるが、駅前などで恒常的に商売するものをさす。歌舞伎座の前の天津甘栗の露天商などが代表的な例である。中国では単に「炒板栗」または「炒野栗」などと称して作り売りしていることが多い。